# Süderwall Otterndorf
Der Süderwall Otterndorf mit dem Gartenhaus (Ecke Kleine Dammstraße 21) in der niedersächsischen Samtgemeinde Land Hadeln, Gemeinde Otterndorf im Landkreis Cuxhaven, stammt vom 18. und frühen 19. Jahrhundert. Aktuell (2024) wird er als Grünanlage genutzt und das Gartenhaus dient dem Stadtschreiber zeitweise als Wohnhaus.
Wall und Gebäude stehen unter Denkmalschutz (siehe auch Liste der Baudenkmale in Otterndorf).

## Geschichte und Beschreibung
Otterndorf war der Hauptort des Landes Hadeln. 1400 erhielt er von Herzog Erich von Sachsen-Lauenburg das Stadtrecht. Die Stadt war umgeben von einem Wall und einem Graben. Der Süderwall als Verteidigungsanlage wurde 1615/16 am südlichen Rand der Ottendorfer Altstadt in gerader Linie östlich der Medem angelegt. Er begrenzt die Altstadt in gerader Ost-West-Linie nach Süden.
Mitte des 18. Jahrhunderts ist der als Verteidigungsanlage schon lange funktionslos gewordene Süderwall genauso wie der Norderwall als Promenade angelegt und beidseitig mit Linden bepflanzt worden. Im 19. Jahrhundert wurde der begleitende Graben zugeschüttet.

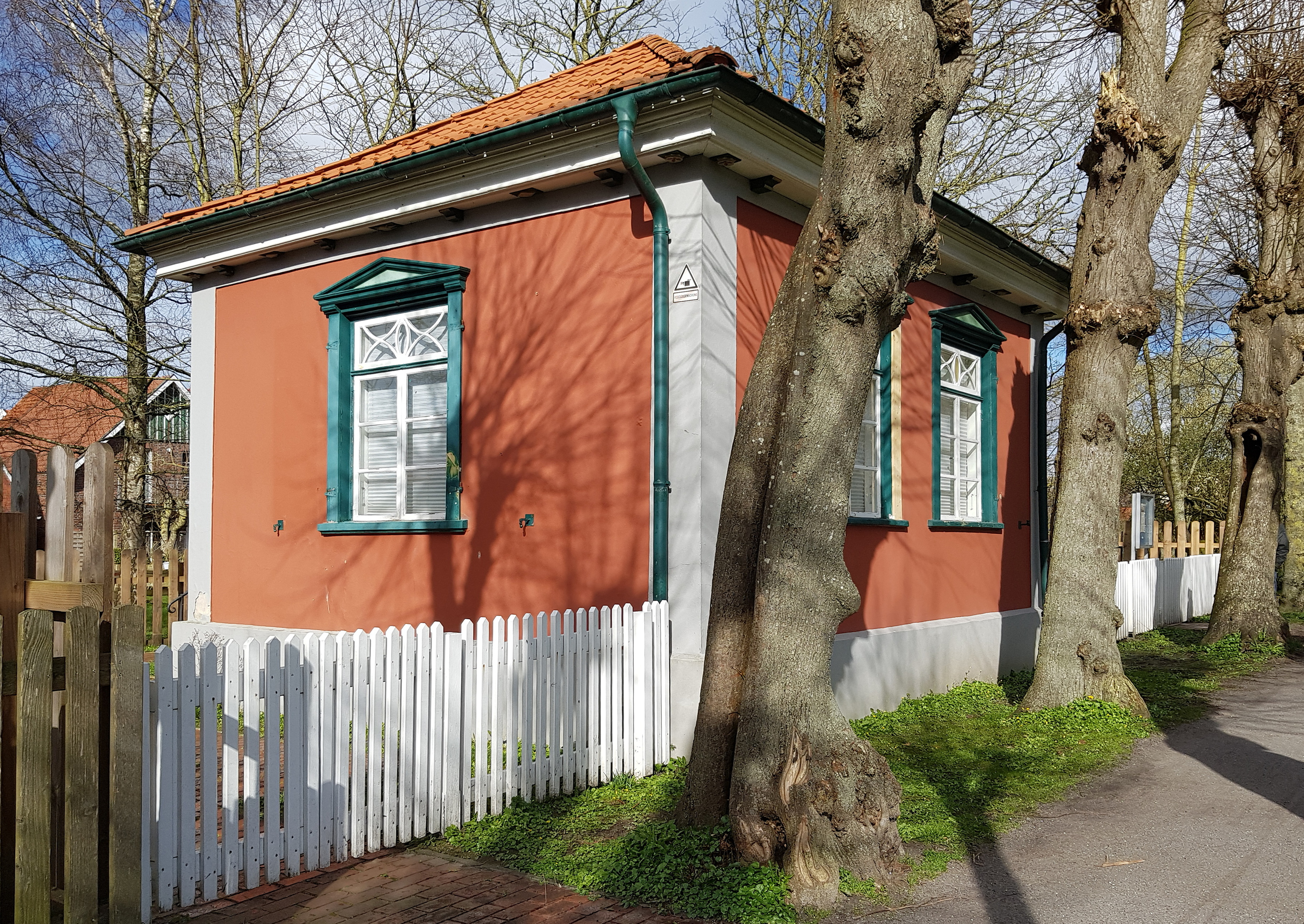
Gartenhaus

Die ehemals großen Gärten auf den Wällen besaßen ursprünglich zahlreiche Gartenhäuser, von denen eines auf dem Süderwall erhalten ist. Das eingeschossige fast quadratische unterkellerte verputzte Gartenhaus in zentraler Lage mit ziegelgedecktem flachen Walmdach wurde um 1800 im Stil des Klassizismus gebaut. Die symmetrisch gehaltenen Putzfassaden wurden gestaltet mit hervortretenden Ecklisenen und Traufgesims mit einer Profilierung. Das Gartenhaus wurde 1982/83 saniert und wieder bewohnbar gemacht. Heute dient es jedes Jahr zwischen Mai und September dem Stadtschreiber als Domizil.
Das Landesdenkmalamt befand u. a.: „… geschichtlichen Bedeutung für die Orts- und Siedlungsgeschichte … .“
Das Gartenhaus Norderwall und der Norderwall stehen auch unter Denkmalschutz.